# Ferghanatal

Topografische Karte des Ferghanatals, das sich von Chudschand bis Osch erstreckt

Politische Karte des Tals, das sich von Chudschand bis Osch erstreckt

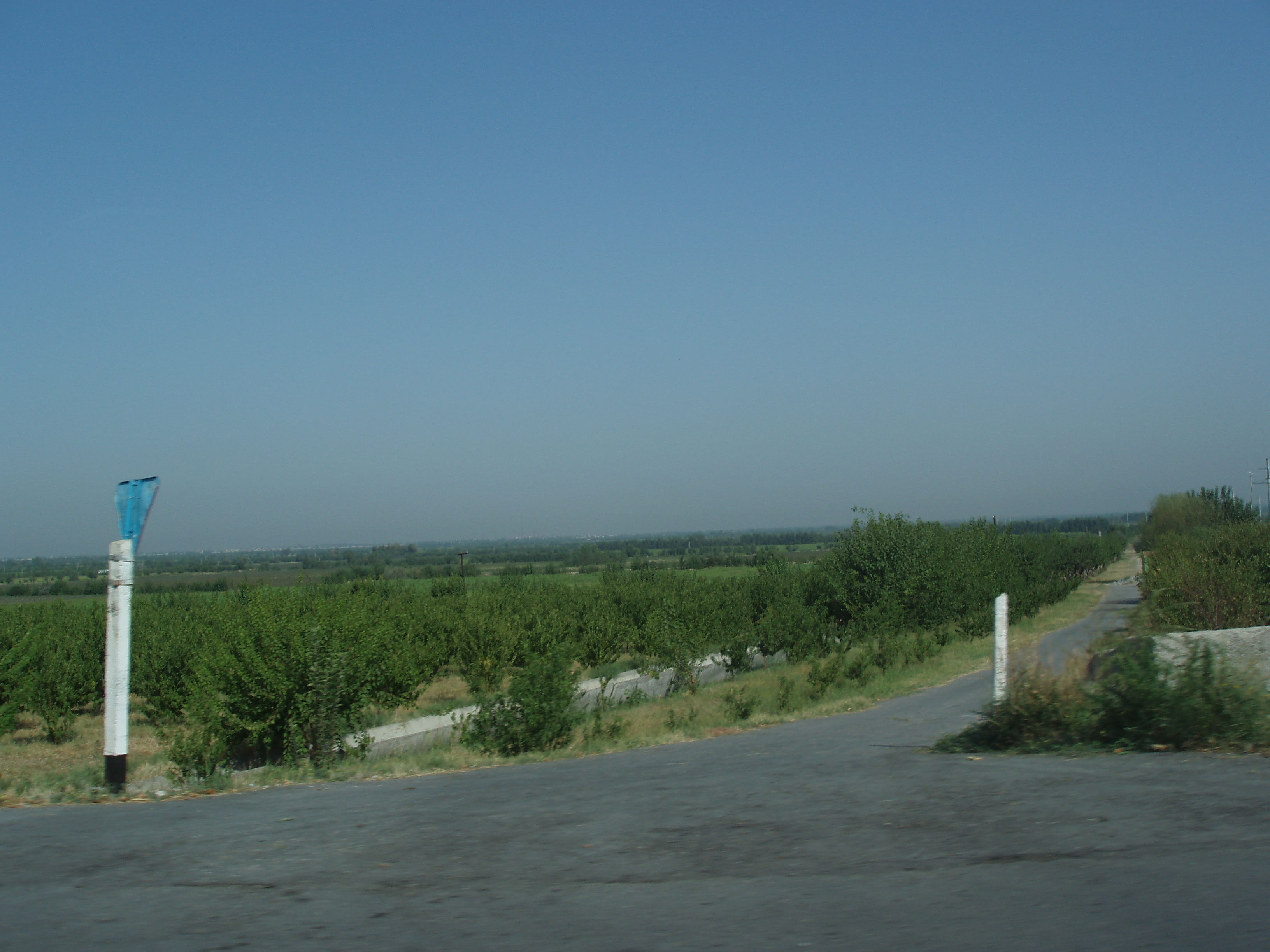
Landschaft im usbekischen Teil des Ferghanatals, westlich von Fargʻona

Das Ferghanatal (usbekisch Fargʻona vodiysi; kirgisisch Фергана өрөөнү Fergana öröönü; tadschikisch водии Фарғона wodii Farghona; persisch دره فرغانه, DMG Dara-i Farġāna, auch وادى فرغانه, DMG wādī-i Farġāna; russisch Ферганская долина Ferganskaja dolina) ist eine dichtbesiedelte Senke zwischen dem Tian Shan und dem Alaigebirge in Zentralasien.

## Geografie
Das Tal wird vom Fluss Syrdarja in westlicher Richtung durchflossen und erstreckt sich ungefähr von Chudschand im Westen bis Osch im Osten. Mehr als zehn Millionen Menschen und damit 20 % der Bevölkerung Zentralasiens leben in dem lediglich 300 km langen und bis zu 110 km breiten Tal auf einer Gesamtfläche von rund 22.000 Quadratkilometern. Dieses wird allgemein als das kulturelle Zentrum Zentralasiens betrachtet. Das Tal verteilt sich auf die Staatsgebiete von Usbekistan, Tadschikistan und Kirgisistan.
Das Tal bildet den Mittelteil des wichtigsten zentralasiatischen Ost-West-Korridors durch die hohen Gebirge: Im Osten liegt das Tarimbecken und dahinter China, im Westen die historischen Gebiete Transoxanien, Choresm und Chorasan; historisch wird das Ferghanatal zu Transoxanien gerechnet. Im Nordosten, abgetrennt durch hohe Gebirge, liegt das Siebenstromland.

## Bevölkerung
Die Bevölkerung des Ferghanatals ist mannigfaltig und umfasst Usbeken, Kirgisen, Tadschiken, Tataren und Menschen eines großen Teils der Minderheiten Zentralasiens.
Die meisten Bewohner des Ferghanatals sind Muslime. Im 18. und 19. Jahrhundert verbreitete sich der Qādirīya-Orden im Ferghanatal, insbesondere in den Städten Margilan und Kokand, wo der Qādirīya-Prediger Niyāz Ahmad Qādirī lebte. Von den Qādirīya-Anhängern wird ʿAbd al-Qādir al-Dschīlānī, der Begründer dieses Sufiordens als Heiliger verehrt. Es gibt zahlreiche Lieder zu seinem Ruhm, die vor allem von Frauen gesungen werden, wenn sie seine Hilfe erlangen wollen. Ähnlich verbreitet ist der Naqschbandīya-Orden, einige weitere Sufi-Orden sind von geringerer Bedeutung. Die Sufi-Anhänger des Ferghanatals befolgen gewissenhaft die Anweisungen der Scheiche ihrer Bruderschaften.

## Grenzprobleme
Im Ferghanatal ist es schon zu unzähligen Konflikten gekommen. Die Ursache dieser Konflikte reicht zurück in die Zeit der Sowjetunion. Damals wurden willkürliche Grenzen quer durch das Ferganatal gezogen. Dabei wurden zudem zahlreiche Exklaven gebildet. Lange Zeit spielten diese Grenzen kaum eine Rolle, da das gesamte Gebiet Teil der Sowjetunion war. Als Kirgisistan, Usbekistan und Tadschikistan 1991 ihre Unabhängigkeit erlangten, entwickelten sich die neuen Staatsgrenzen zu einem demographischen, wirtschaftlichen und politischen Problem. Einerseits entsprachen die Grenzziehungen nicht den Lebensräumen der Ethnien. So sind beispielsweise noch heute etwa 10–15 % der Bevölkerung in Kirgistan Usbeken. Umgekehrt leben viele Kirgisen auf usbekischem Territorium. Andererseits verlaufen wichtige Straßen durch mehrere Staaten. Diese Straßen entstanden seinerzeit an den topographisch günstigsten Orten. Durch die eigenwillige Grenzziehung zwischen den damaligen Sowjetrepubliken unter Stalin sind im Ferghanatal heute wichtige Verkehrsverbindungen durch Staatsgrenzen unterbrochen. Des Weiteren sind die Exklaven abgeschnitten vom Hauptland und die Bevölkerung muss zuerst durch einen anderen Staat. Diese Tatsachen erschweren die wirtschaftliche Entwicklung der Region. Landtransporte werden stark erschwert, aufgrund der vielen Konflikte ist die Region auch für Investitionen momentan nicht interessant.
Darüber hinaus tragen die ethnische Vielfalt, der Drogenhandel, die hohe Bevölkerungsdichte und die daraus folgende hohe Arbeitslosigkeit zu zahlreichen, immer wieder gewaltsam ausgetragenen Konflikten bei. Insbesondere im Westen des kirgisischen Rajons Leilek und im Süden der tadschikischen Provinz Sughd kommt es seit den 1990er Jahren immer wieder zu Auseinandersetzungen. Meist blieb es bei Auseinandersetzungen zwischen Zivilisten. Im Januar 2014 kam es zu einem Schusswechsel zwischen tadschikischen und kirgisischen Grenztruppen im Zusammenhang mit dem Bau einer Straße auf kirgisischer Seite, die die tadschikische Exklave Woruch umgehen sollte. Fünf kirgisische und drei tadschikische Soldaten wurden dabei verletzt.

## Verkehr
Das Tal ist von Usbekistan auf einer Gebirgsstraße über den 2267 m hohen Kamchiq-Pass erreichbar. Unter dem Pass wurde der 19,2 km lange Kamchiq-Tunnel gebaut, Teil der 2016 eröffneten Bahnstrecke Angren–Pop.

## Geschichte

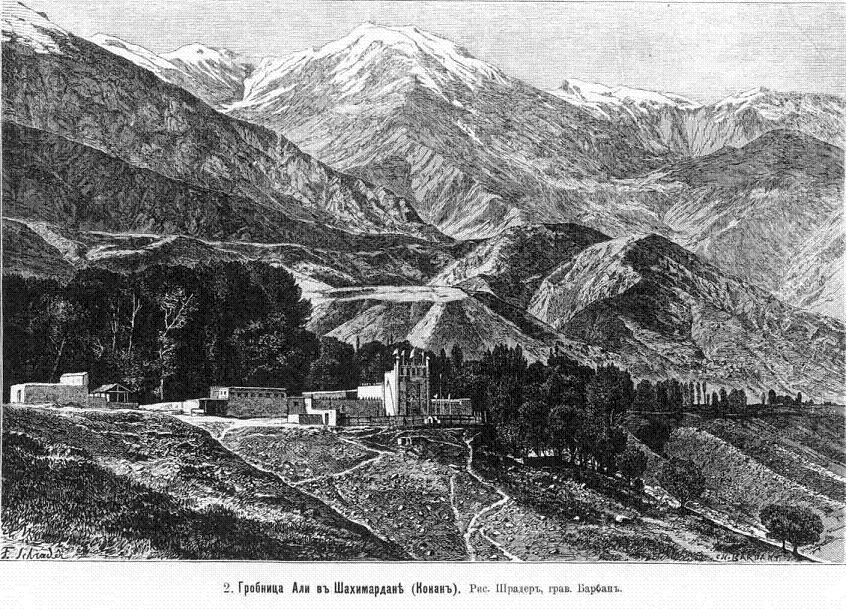
Grab des Ali in Shohimardon im Ferghanatal

Die ersten Siedlungsspuren datieren in die mittlere Bronzezeit. Besonders aus dem nordwestlichen Bereich sind viele Siedlungsreste und Nekropolen bekannt. Die Bewohner dieser Siedlungen betrieben offenbar Viehzucht sowie Metallurgie. Um 1500 v. Chr. wurde die mittelbronzezeitliche Andronovo-Kultur von der spätbronzezeitlichen Tschust-Kultur abgelöst, deren Träger wohl bereits Ackerbau betrieben. Um 900 v. Chr. entstand die Ejlatan-Kultur, benannt nach der befestigten Stadt Ejlatan.
In der jüngeren Eisenzeit bestand in der Ferghana das Reich Dayuan, das für seine hoch entwickelte Landwirtschaft und seine Pferdezucht bekannt war. Bedeutende Siedlungen dieser Zeit sind Schurabaschat und das jüngere Marchamat. Um 329 v. Chr. eroberte Alexander der Große das Ferghanatal, im 3. Jahrhundert v. Chr. wurde es dann Teil des Gräko-Baktrischen Reiches. In der Folgezeit wurde das Ferghanatal wechselnd von verschiedenen Völkern beherrscht, bis es im 6. Jahrhundert vom Reich der Göktürken erobert wurde. Von hier aus brach Babur, ein Nachkomme Timurs, zur Eroberung Indiens und der Begründung der Moguldynastie auf.
Im Mittelalter lieferte das Ferghana-Tal die in begüterten Haushalten der arabischen Welt im islamischen Mittelalter verwendete Kohle.
Das in den Jahren 1710 bis 1720 gegründete Chanat von Kokand, das sein Zentrum im Ferghanatal hatte, umfasste auch die Oasen von Taschkent und Chimkent sowie das Siebenstromland. Dieses Chanat entwickelte sich im 19. Jahrhundert zu einem bedeutenden Flächenstaat, der in direkter Nachbarschaft zum Emirat von Buchara lag und dessen schärfster Konkurrent wurde. In der Zeit zwischen 1810 und 1822, als ʿUmar Chān über das Chanat herrschte, erlebte die Literatur im Ferghanatal ihre Blütezeit.
Während der sowjetischen Zeit war das Ferghanatal ein Zentrum der Uranerzförderung. Die erste Abbaustätte Taboschar ging 1945 in Betrieb.
In den frühen 1990er Jahren, nach der Auflösung der Sowjetunion, wurde das Ferghanatal zum Operationsgebiet verschiedener islamistischer Gruppierungen wie der Hizb ut-Tahrir und in geringerem Umfang besonders in Usbekistan der Akramiyya, benannt nach ihrem Gründer Akram Yuldashev (* 1963 in Andijon). Im tadschikischen Teil des Ferghanatals ist der Distrikt Isfara seit der sowjetischen Zeit das Rückzugsgebiet eines konservativen Islam. Das dortige Dorf Tschorkuh ist eine Hochburg islamistischer Gruppen.

## Wirtschaft
Hauptwirtschaftszweige sind die Bewässerungslandwirtschaft (Großer, Südlicher und Nördlicher Ferghanakanal; Baumwolle, Reis, Obst, Wein); Bergbau (besonders Brennstoffe), Leicht- und Schwerindustrie. Das Gebiet ist auch ein Zentrum für die Herstellung traditioneller usbekischer Handwerkskunst, insbesondere Töpferware.